# Economia de São Vicente e Granadinas
A economia de São Vicente e Granadinas é baseada na agricultura, no turismo e na construção civil, e também é dependente de remessas do exterior. A maior parte da mão de obra é empregada no cultivo da banana e no turismo, porém o elevado desemprego tem estimulado muitos cidadãos do país a abandonarem as ilhas
Sua economia, de renda modesta, é vulnerável a desastres naturais - tempestades tropicais destruíram muito das colheitas nos anos de 1994, 1995 e 2002. Em 2008 o país recebeu cerca de 200 mil turistas, número 20% menor que em 2007. O governo foi relativamente mal sucedido em introduzir indústrias novas para diminuir a taxa de desemprego elevada (de 22%). A dependência que a economia tem de uma única colheita representa um dos maiores obstáculos para o desenvolvimento do país.
O turismo tem potencial considerável para se desenvolver. O crescimento recente foi estimulado pela atividade intensa do setor da construção e por uma melhoria nos serviços de turismo. Há também um setor manufatureiro ainda pequeno e um setor financeiro em expansão.